# Чемпіонат світу з легкої атлетики 1980
Чемпіонат світу з легкої атлетики 1980 був проведений у голландському Сіттарді 14-16 серпня, через півмісяця після закінчення Олімпійських ігор.
Продовжуючи курс на збільшення жіночої легкоатлетичної програми, до програм змагань під егідою ІААФ з 1977 почали включатись біг на 3000 метрів (в експериментальному порядку ця дисципліна входила до програми чемпіонату Європи 1974) та біг на 400 метрів з бар'єрами. Водночас, до програми Олімпійських ігор 1980 ці дисципліни додати не вдалось, що і зумовило необхідність проведення чемпіонату в Сіттарді. Обидва види почали включатись до жіночої олімпійської програми з Ігор-1984.
Рівень змагань був дещо зменшений відмовою радянської легкоатлетичної збірної брати участь в чемпіонаті.

## Призери
| Дисципліни             | Золото              | Золото        | Срібло                | Срібло  | Бронза                     | Бронза |
| ---------------------- | ------------------- | ------------- | --------------------- | ------- | -------------------------- | ------ |
| 3000 метрів            | Біргіт Фрідманн ФРН | 8.48,05 CR PB | Каролін Неметц Швеція | 8.50,22 | Інгрід Крістенсен Норвегія | 8.58,8 |
| 400 метрів з бар'єрами | Бербель Брошат НДР  | 54,55 CR      | Еллен Нойманн НДР     | 54,56   | Петра Пфафф НДР            | 55,84  |

## Медальний залік
| Місце              | Країна             | Золото | Срібло | Бронза | Загалом |
| ------------------ | ------------------ | ------ | ------ | ------ | ------- |
| 1                  | НДР                | 1      | 1      | 1      | 3       |
| 2                  | ФРН                | 1      | 0      | 0      | 1       |
| 3                  | Швеція             | 0      | 1      | 0      | 1       |
| 4                  | Норвегія           | 0      | 0      | 1      | 1       |
| Загалом (4 збірні) | Загалом (4 збірні) | 2      | 2      | 2      | 6       |